# Sadeillan
Sadeillan (Sadelhan en gascon) est une commune française située dans le sud du département du Gers en région Occitanie. Sur le plan historique et culturel, la commune est dans le pays d'Astarac, un territoire du sud gersois très vallonné, au sol argileux, qui longe le plateau de Lannemezan.
Exposée à un climat océanique altéré, elle est drainée par l'Osse, la Bataillouze, le ruisseau de bergouts et par deux autres cours d'eau.
Sadeillan est une commune rurale qui compte 83 habitants en 2022, après avoir connu un pic de population de 289 habitants en 1861.  Ses habitants sont appelés les Sadeillannais ou  Sadeillannaises.

## Géographie

### Localisation

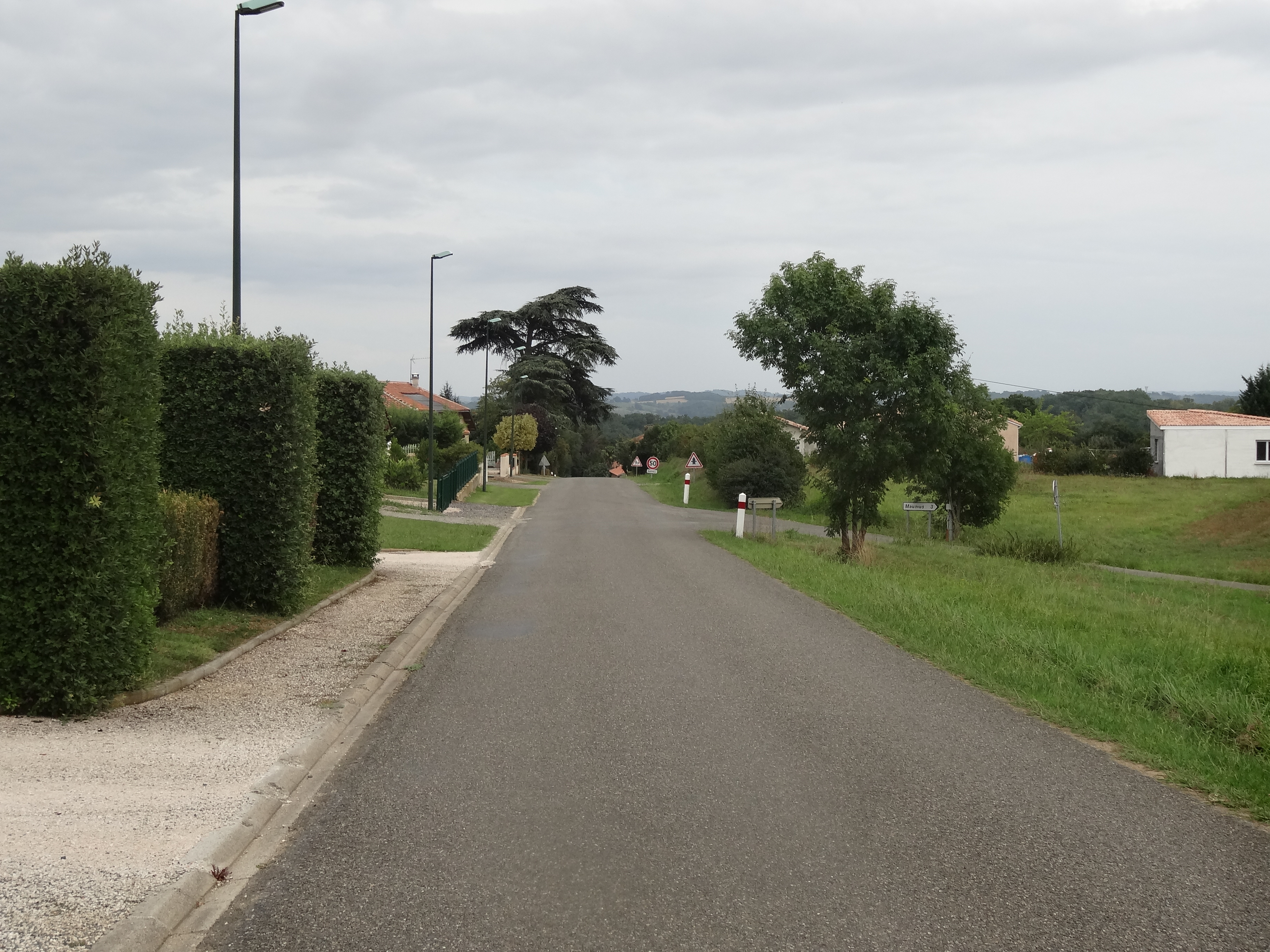
Rue principale.

Sadeillan est une commune de Gascogne faisant partie de la région historique de l'Astarac.

### Communes limitrophes
Les communes limitrophes sont  Castex, Miélan, Mont-de-Marrast, Sainte-Dode et Sarraguzan.
|        | Sainte-Dode |                 |
| Miélan | Sadeillan   | Mont-de-Marrast |
| Castex | Sarraguzan  |                 |

### Géologie et relief
Sadeillan se situe en zone de sismicité 2 (sismicité faible).

### Hydrographie

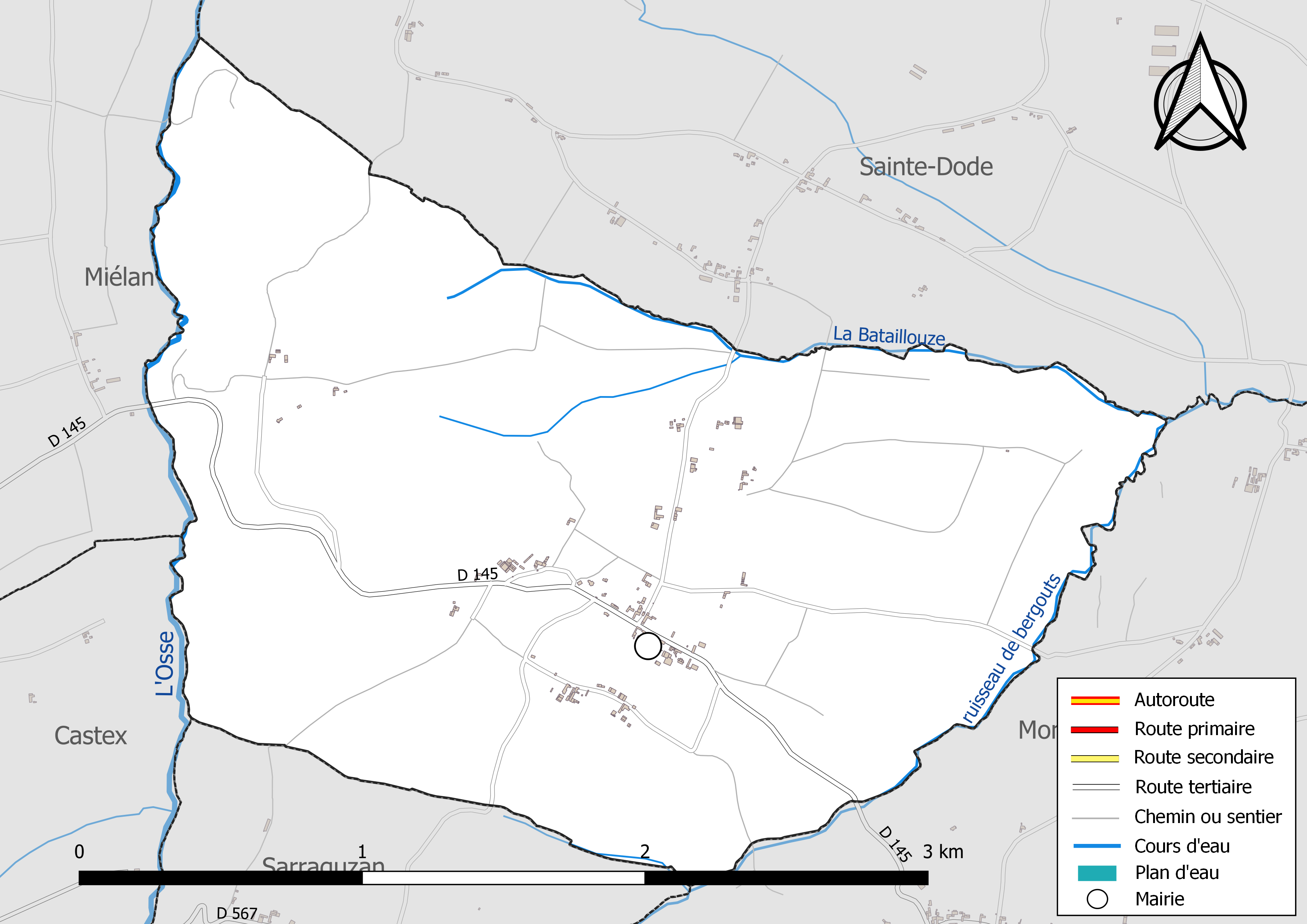
Réseaux hydrographique et routier de Sadeillan.

La commune est dans le bassin de la Garonne, au sein du bassin hydrographique Adour-Garonne. Elle est drainée par l'Osse, la Bataillouze, le ruisseau de bergouts et par deux petits cours d'eau, qui constituent un réseau hydrographique de 5 km de longueur totale,.
L'Osse, d'une longueur totale de 120,3 km, prend sa source dans la commune de Bernadets-Debat et s'écoule vers le nord. Il traverse la commune et se jette dans la Gélise à Andiran, après avoir traversé 36 communes.

### Climat
Pour des articles plus généraux, voir Climat de l'Occitanie et Climat du Gers.
En 2010, le climat de la commune est de type climat océanique altéré, selon une étude s'appuyant sur une série de données couvrant la période 1971-2000. En 2020, Météo-France publie une typologie des climats de la France métropolitaine dans laquelle la commune est toujours exposée à un climat océanique altéré et est dans la région climatique Aquitaine, Gascogne, caractérisée par une pluviométrie abondante au printemps, modérée en automne, un faible ensoleillement au printemps, un été chaud (19,5 °C), des vents faibles, des brouillards fréquents en automne et en hiver et des orages fréquents en été (15 à 20 jours).
Pour la période 1971-2000, la température annuelle moyenne est de 12,8 °C, avec une amplitude thermique annuelle de 14,9 °C. Le cumul annuel moyen de précipitations est de 893 mm, avec 10,2 jours de précipitations en janvier et 6,7 jours en juillet. Pour la période 1991-2020, la température moyenne annuelle observée sur la station météorologique installée sur la commune est de 13,6 °C et le cumul annuel moyen de précipitations est de 900,9 mm,. Pour l'avenir, les paramètres climatiques de la commune estimés pour 2050 selon différents scénarios d'émission de gaz à effet de serre sont consultables sur un site dédié publié par Météo-France en novembre 2022.
| Mois                                  | jan.          | fév.          | mars          | avril         | mai           | juin          | jui.          | août          | sep.          | oct.          | nov.          | déc.          | année     |
| ------------------------------------- | ------------- | ------------- | ------------- | ------------- | ------------- | ------------- | ------------- | ------------- | ------------- | ------------- | ------------- | ------------- | --------- |
| Température minimale moyenne (°C)     | 1,7           | 1,7           | 4,2           | 6,9           | 9,8           | 13,9          | 15,6          | 15,3          | 12,5          | 9,2           | 4,9           | 2,4           | 8,2       |
| Température moyenne (°C)              | 5,9           | 6,6           | 9,7           | 12,6          | 15,5          | 19,7          | 21,7          | 21,6          | 18,8          | 14,9          | 9,6           | 6,8           | 13,6      |
| Température maximale moyenne (°C)     | 10,1          | 11,5          | 15,2          | 18,3          | 21,2          | 25,6          | 27,8          | 27,8          | 25,1          | 20,6          | 14,2          | 11,2          | 19,1      |
| Record de froid (°C) date du record   | −9 27.01.07   | −10 09.02.12  | −9 02.03.05   | −1,9 04.04.22 | −1 06.05.19   | 5 01.06.06    | 8 22.07.08    | 7,5 31.08.10  | 3 27.09.10    | −3,5 25.10.03 | −6,5 17.11.07 | −8 26.12.10   | −10 2012  |
| Record de chaleur (°C) date du record | 21,6 04.01.22 | 25,5 27.02.19 | 28,2 29.03.23 | 31 30.04.05   | 32,5 30.05.03 | 39,2 18.06.22 | 39,1 18.07.22 | 41,9 24.08.23 | 36,3 12.09.22 | 35,1 01.10.23 | 25,5 01.11.09 | 22,1 31.12.21 | 41,9 2023 |
| Précipitations (mm)                   | 98,1          | 68,6          | 77,3          | 89,4          | 102,8         | 60,9          | 53,9          | 59,1          | 55            | 62,4          | 96            | 77,4          | 900,9     |

### Milieux naturels et biodiversité
Aucun espace naturel présentant un intérêt patrimonial n'est recensé sur la commune dans l'inventaire national du patrimoine naturel,,.

## Urbanisme

### Typologie
Au 1er janvier 2024, Sadeillan est catégorisée commune rurale à habitat très dispersé, selon la nouvelle grille communale de densité à sept niveaux définie par l'Insee en 2022.
Elle est située hors unité urbaine et hors attraction des villes,.

### Occupation des sols
L'occupation des sols de la commune, telle qu'elle ressort de la base de données européenne d’occupation biophysique des sols Corine Land Cover (CLC), est marquée par l'importance des territoires agricoles (77,9 % en 2018), une proportion identique à celle de 1990 (77,9 %). La répartition détaillée en 2018 est la suivante : 
zones agricoles hétérogènes (37,4 %), terres arables (35,6 %), forêts (22,1 %), prairies (4,9 %). L'évolution de l’occupation des sols de la commune et de ses infrastructures peut être observée sur les différentes représentations cartographiques du territoire : la carte de Cassini (XVIIIe siècle), la carte d'état-major (1820-1866) et les cartes ou photos aériennes de l'IGN pour la période actuelle (1950 à aujourd'hui).

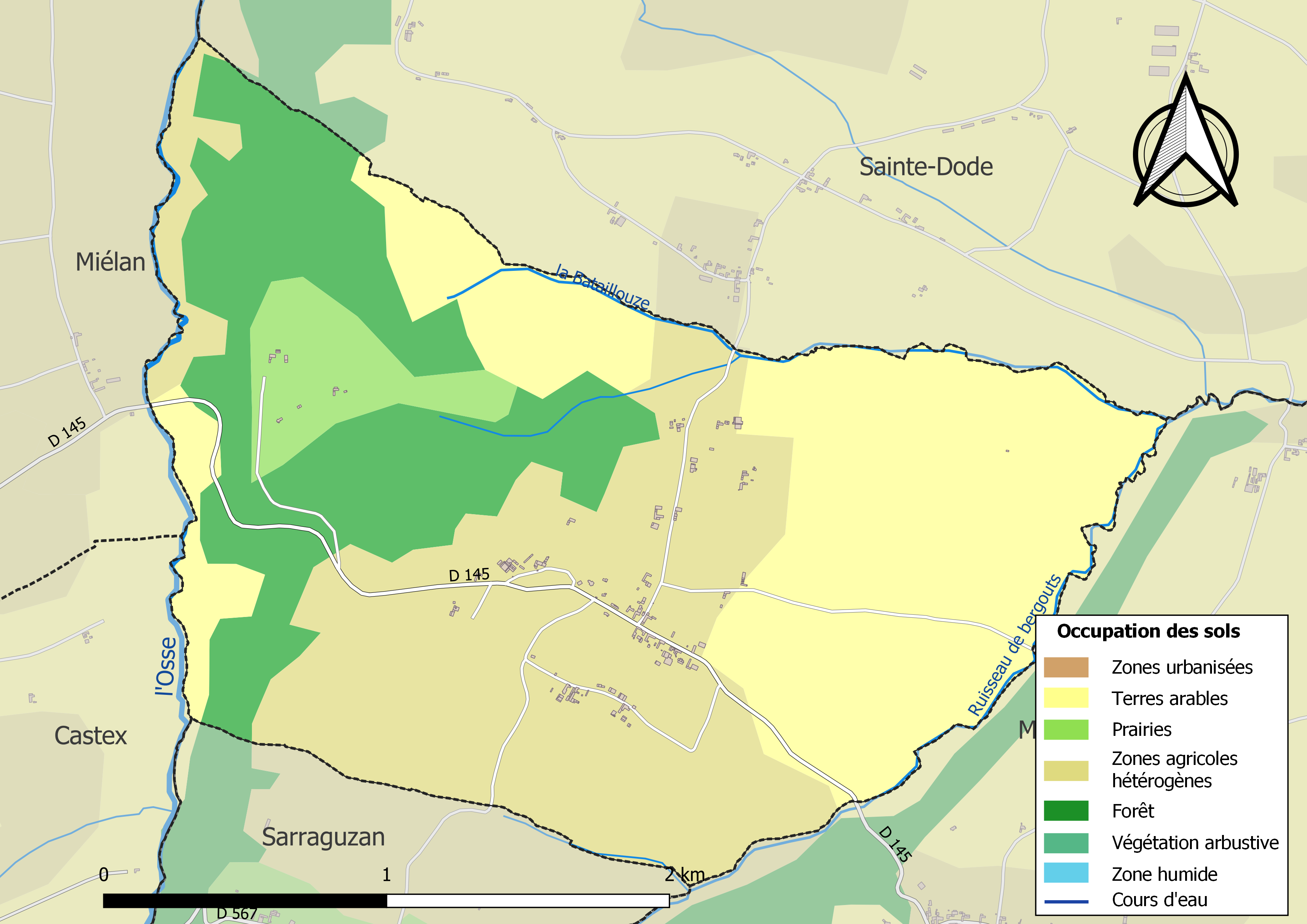
Carte des infrastructures et de l'occupation des sols de la commune en 2018 (CLC).

### Risques majeurs
Le territoire de la commune de Sadeillan est vulnérable à différents aléas naturels : météorologiques (tempête, orage, neige, grand froid, canicule ou sécheresse) et séisme (sismicité faible). Un site publié par le BRGM permet d'évaluer simplement et rapidement les risques d'un bien localisé soit par son adresse soit par le numéro de sa parcelle.

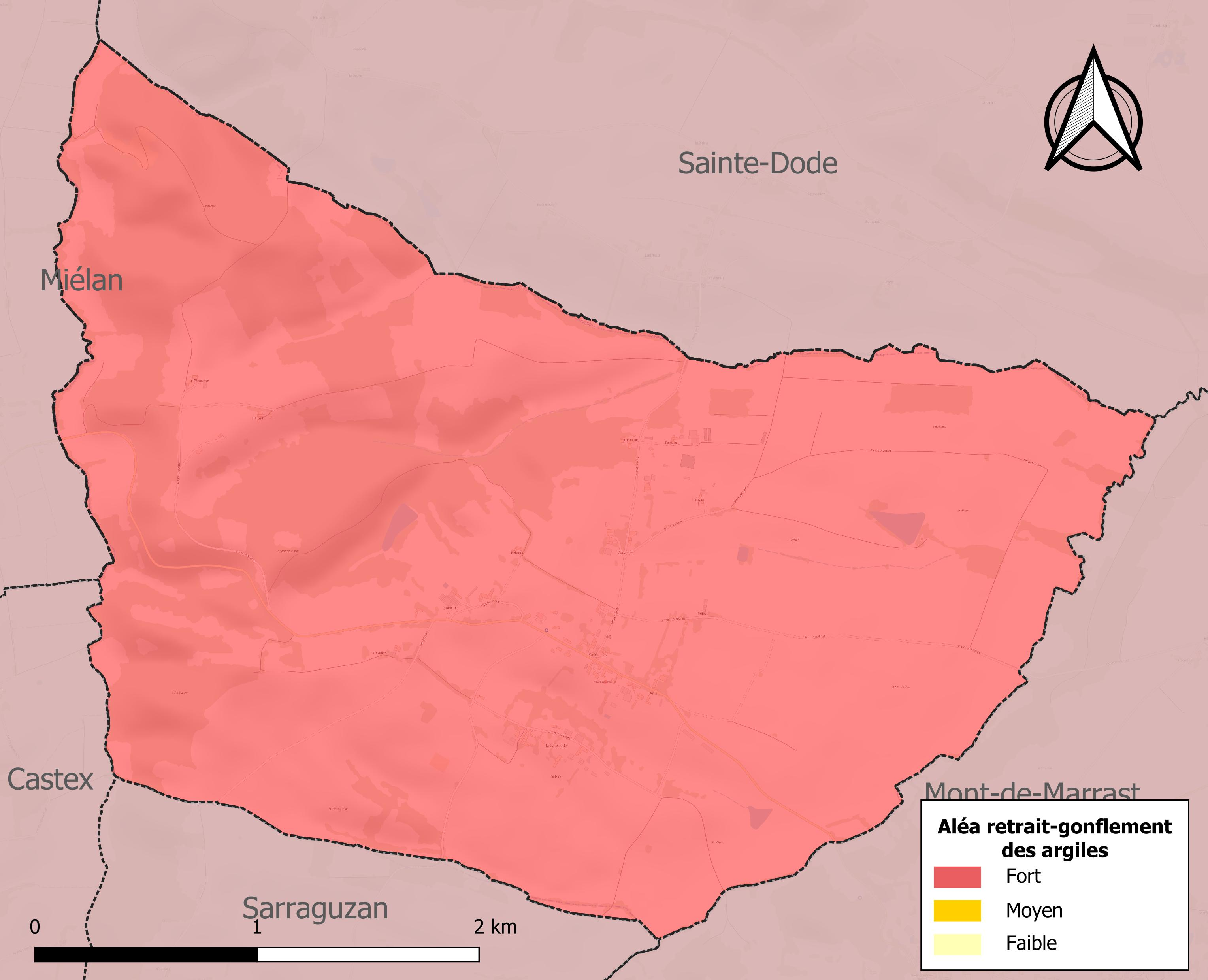
Carte des zones d'aléa retrait-gonflement des sols argileux de Sadeillan.

Le retrait-gonflement des sols argileux est susceptible d'engendrer des dommages importants aux bâtiments en cas d’alternance de périodes de sécheresse et de pluie. La totalité de la commune est en aléa moyen ou fort (94,5 % au niveau départemental et 48,5 % au niveau national). Sur les 39 bâtiments dénombrés sur la commune en 2019, 39 sont en aléa moyen ou fort, soit 100 %, à comparer aux 93 % au niveau départemental et 54 % au niveau national. Une cartographie de l'exposition du territoire national au retrait gonflement des sols argileux est disponible sur le site du BRGM,.
Par ailleurs, afin de mieux appréhender le risque d’affaissement de terrain, l'inventaire national des cavités souterraines permet de localiser celles situées sur la commune.
La commune a été reconnue en état de catastrophe naturelle au titre des dommages causés par les inondations et coulées de boue survenues en 1999, 2009 et 2014. Concernant les mouvements de terrains, la commune a été reconnue en état de catastrophe naturelle au titre des dommages causés par la sécheresse en 1989, 2002 et 2012 et par des mouvements de terrain en 1999.

## Politique et administration

### Liste des maires

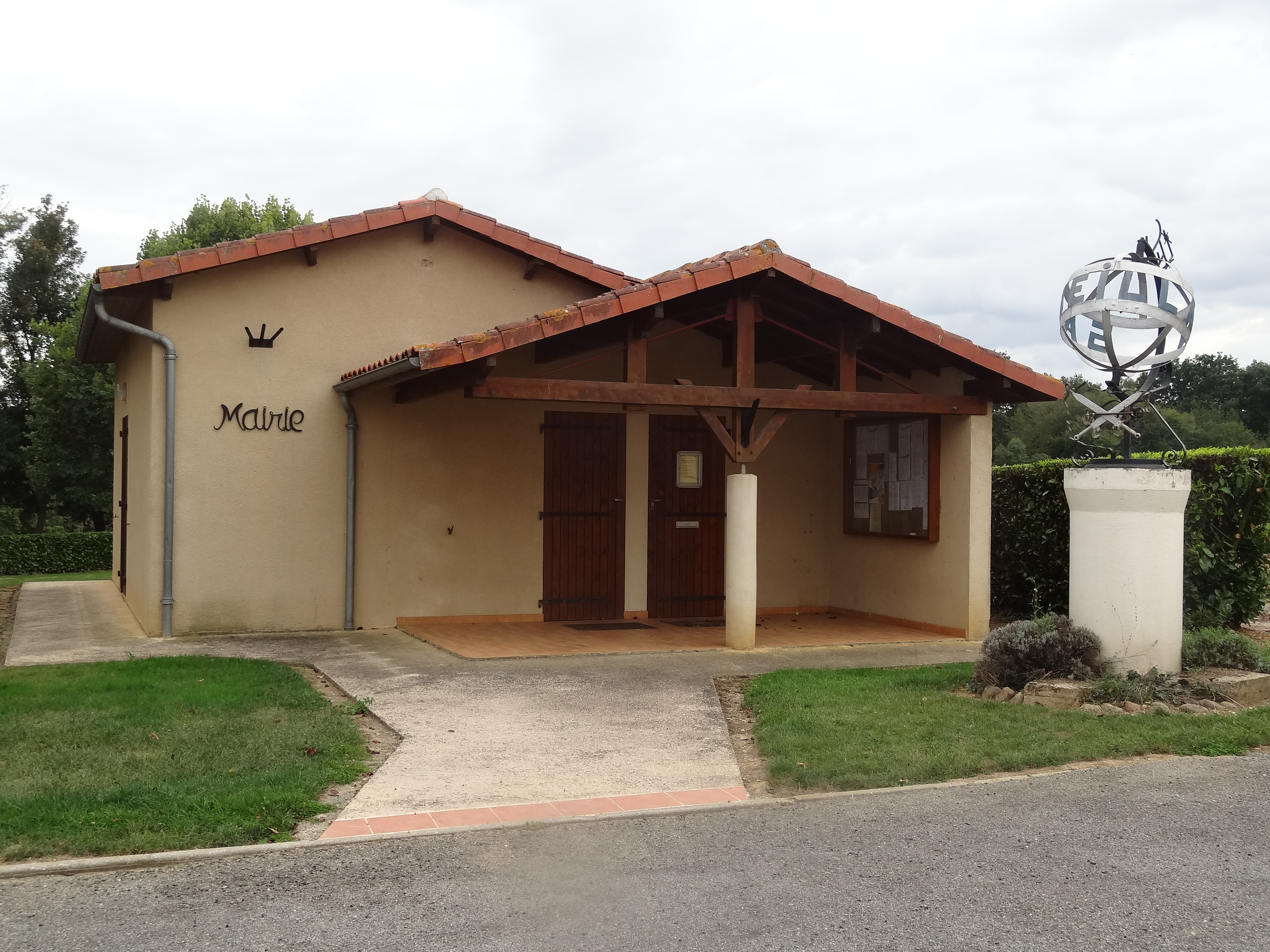
La mairie agrémentée d'une statue.

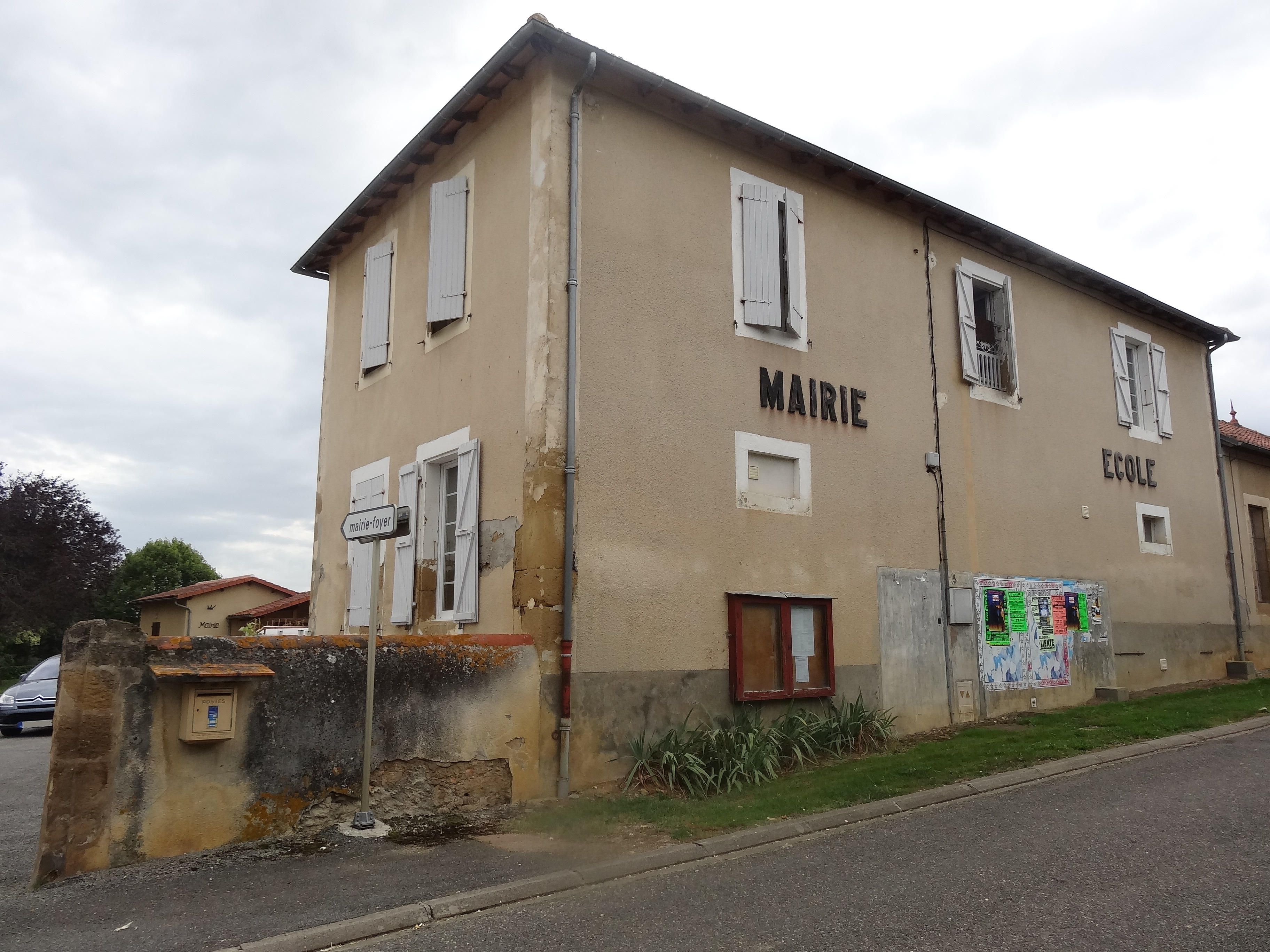
Ancienne mairie-école.

| Période                                  | Période  | Identité              | Étiquette | Qualité     |
| ---------------------------------------- | -------- | --------------------- | --------- | ----------- |
| avant 1981                               | 1983     | Fernand Fournex       |           |             |
| mars 1983                                | En cours | Jean-François Daubian | DVD       | Agriculteur |
| Les données manquantes sont à compléter. |          |                       |           |             |

## Démographie
| 1793 | 1800 | 1806 | 1821 | 1831 | 1841 | 1846 | 1851 | 1856 |
| ---- | ---- | ---- | ---- | ---- | ---- | ---- | ---- | ---- |
| 199  | 197  | 186  | 211  | 226  | 230  | 187  | 275  | 281  |

| 1861 | 1866 | 1872 | 1876 | 1881 | 1886 | 1891 | 1896 | 1901 |
| ---- | ---- | ---- | ---- | ---- | ---- | ---- | ---- | ---- |
| 289  | 224  | 200  | 196  | 203  | 202  | 202  | 202  | 177  |

| 1906 | 1911 | 1921 | 1926 | 1931 | 1936 | 1946 | 1954 | 1962 |
| ---- | ---- | ---- | ---- | ---- | ---- | ---- | ---- | ---- |
| 158  | 139  | 134  | 136  | 137  | 123  | 116  | 116  | 100  |

| 1968 | 1975 | 1982 | 1990 | 1999 | 2006 | 2011 | 2016 | 2021 |
| ---- | ---- | ---- | ---- | ---- | ---- | ---- | ---- | ---- |
| 117  | 107  | 95   | 93   | 79   | 74   | 85   | 88   | 84   |

| 2022 | - | - | - | - | - | - | - | - |
| ---- | - | - | - | - | - | - | - | - |
| 83   | - | - | - | - | - | - | - | - |

### Manifestations culturelles et festivités

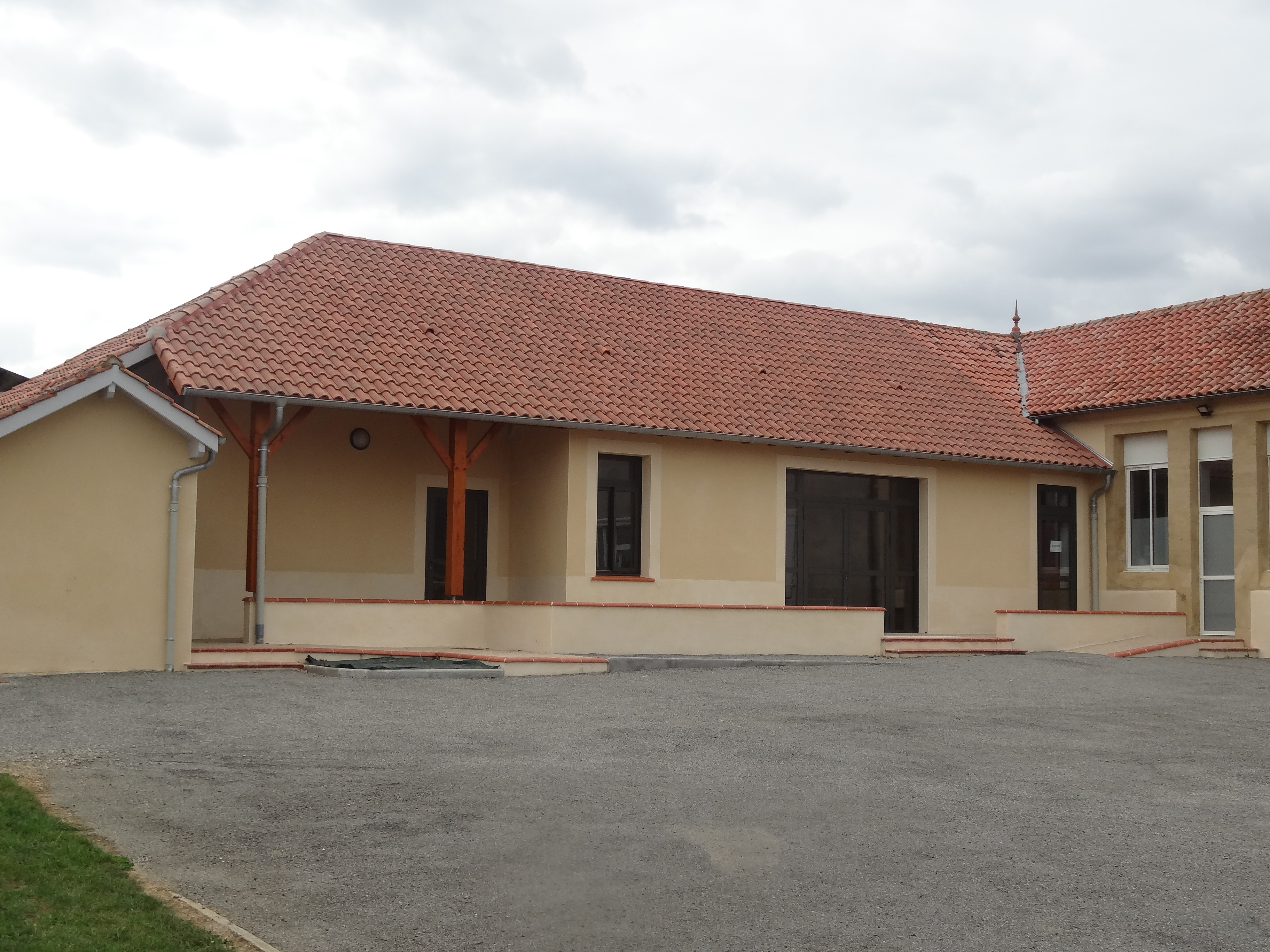
Foyer de la commune.

- Fête patronale : 15 août[24].

## Économie

### Emploi
|                | 2008  | 2013  | 2018  |
| -------------- | ----- | ----- | ----- |
| Commune        | 2,6 % | 2,1 % | 2 %   |
| Département    | 6,1 % | 7,5 % | 8,2 % |
| France entière | 8,3 % | 10 %  | 10 %  |

En 2018, la population âgée de 15 à 64 ans s'élève à 49 personnes, parmi lesquelles on compte 74 % d'actifs (72 % ayant un emploi et 2 % de chômeurs) et 26 % d'inactifs,. Depuis 2008, le taux de chômage communal (au sens du recensement) des 15-64 ans est inférieur à celui de la France et du département.
La commune est hors attraction des villes,. Elle compte 27 emplois en 2018, contre 27 en 2013 et 26 en 2008. Le nombre d'actifs ayant un emploi résidant dans la commune est de 36, soit un indicateur de concentration d'emploi de 74,9 % et un taux d'activité parmi les 15 ans ou plus de 52,1 %.
Sur ces 36 actifs de 15 ans ou plus ayant un emploi, 18 travaillent dans la commune, soit 50 % des habitants. Pour se rendre au travail, 61,1 % des habitants utilisent un véhicule personnel ou de fonction à quatre roues, 11,1 % s'y rendent en deux-roues, à vélo ou à pied et 27,8 % n'ont pas besoin de transport (travail au domicile).

### Activités hors agriculture
8 établissements sont implantés  à Sadeillan au 31 décembre 2019.
Le secteur de l'administration publique, l'enseignement, la santé humaine et l'action sociale est prépondérant sur la commune puisqu'il représente 25 % du nombre total d'établissements de la commune (2 sur les 8 entreprises implantées  à Sadeillan), contre 12,3 % au niveau départemental.

### Agriculture
|               | 1988 | 2000 | 2010 | 2020 |
| ------------- | ---- | ---- | ---- | ---- |
| Exploitations | 16   | 12   | 8    | 9    |
| SAU (ha)      | 467  | 379  | 310  | 262  |

La commune est dans l'Astarac, une petite région agricole englobant tout le Sud du département du Gers, un quart de sa superficie, et correspond au pied de lʼéventail gascon. En 2020, l'orientation technico-économique de l'agriculture  sur la commune est la polyculture et/ou le polyélevage. Neuf exploitations agricoles ayant leur siège dans la commune sont dénombrées lors du recensement agricole de 2020 (16 en 1988). La superficie agricole utilisée est de 262 ha,,.

## Culture locale et patrimoine

### Lieux et monuments
- L'église de l'Assomption-de-Notre-Dame a été reconstruite sur l'emplacement de l'église originelle de 1873 à 1877.
- L'église de l'Assomption-de-Notre-Dame a été reconstruite sur l'emplacement de l'église originelle de 1873 à 1877.

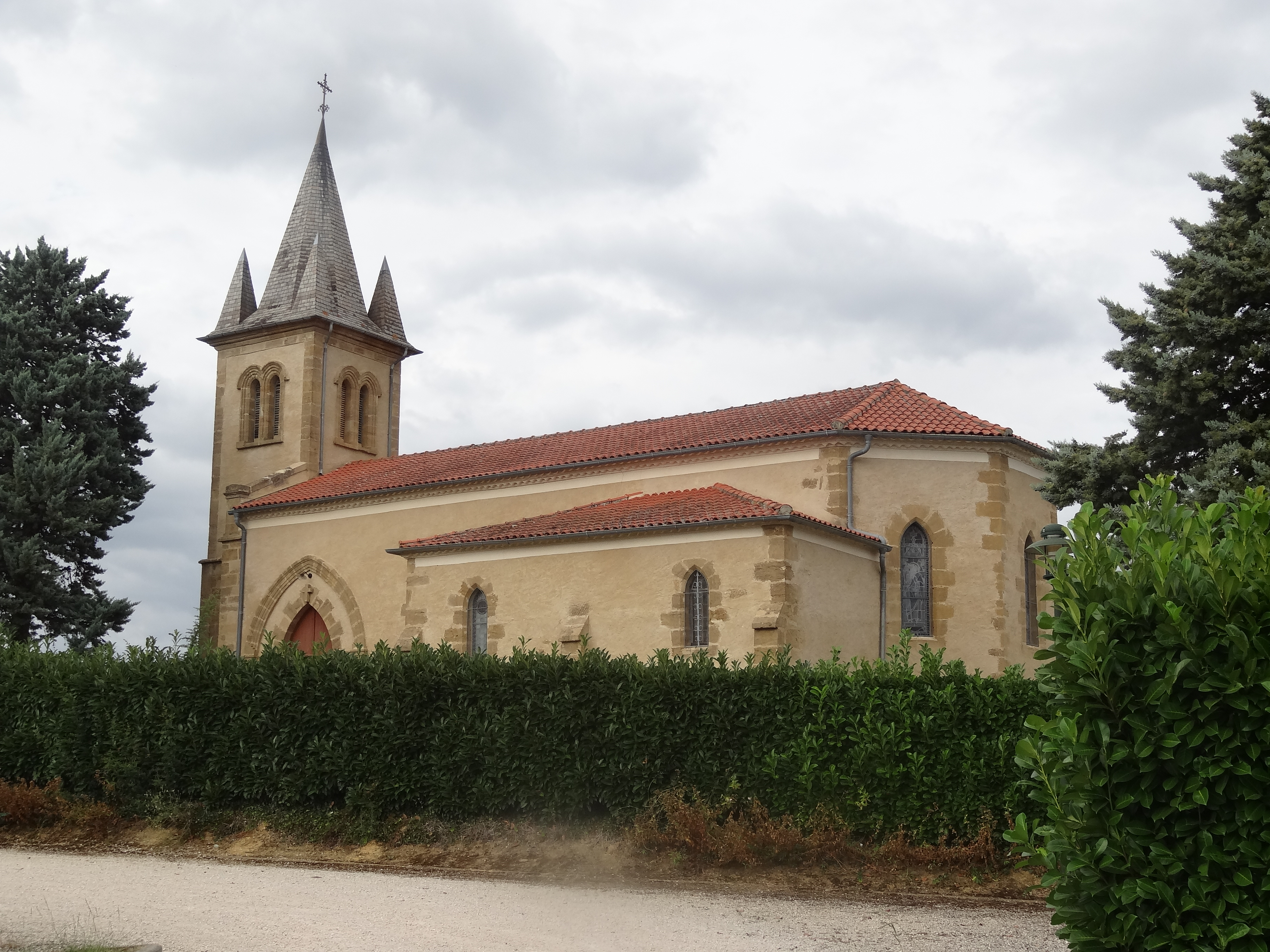
L'église.
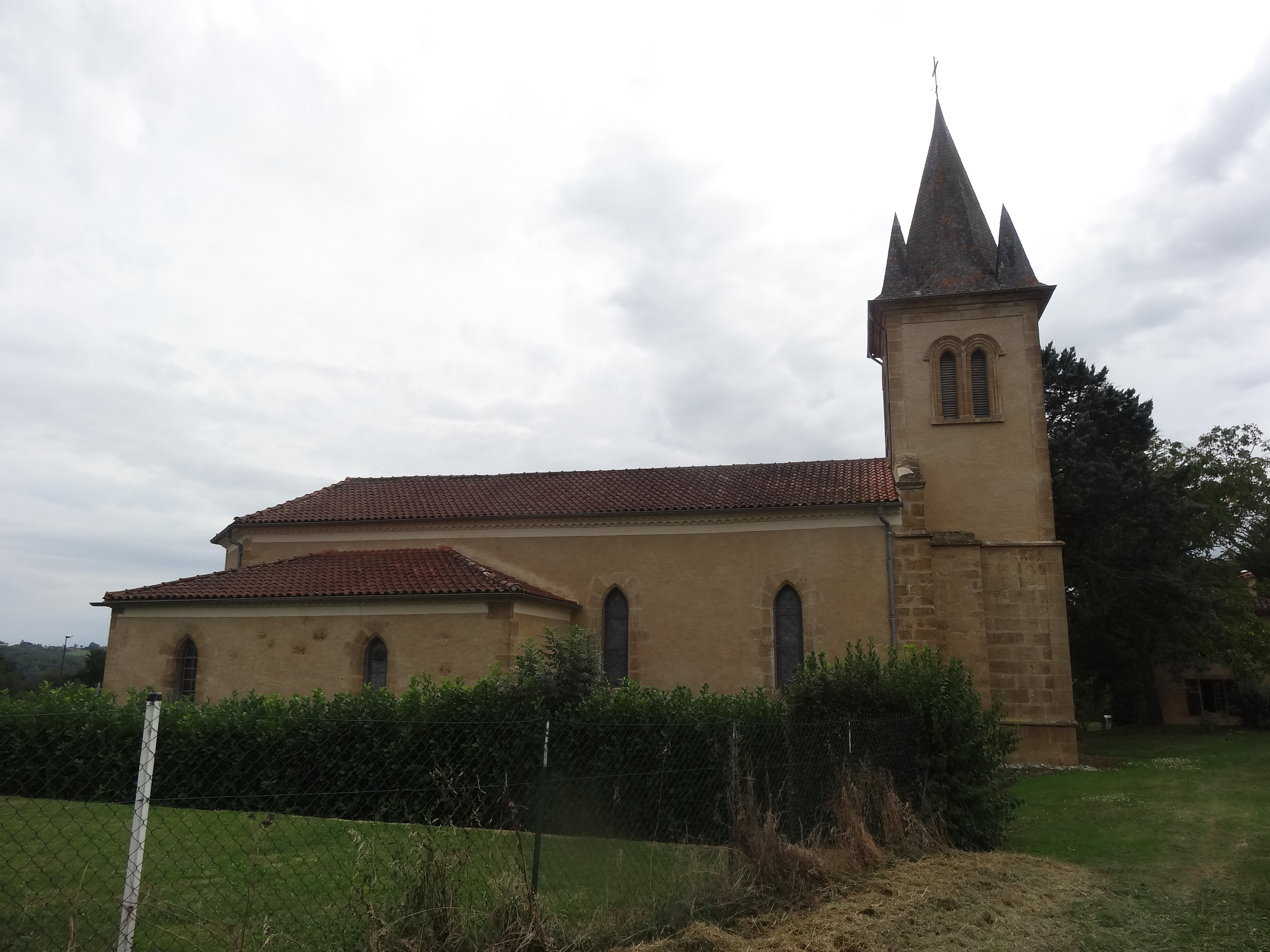
Autre vue de l'église.
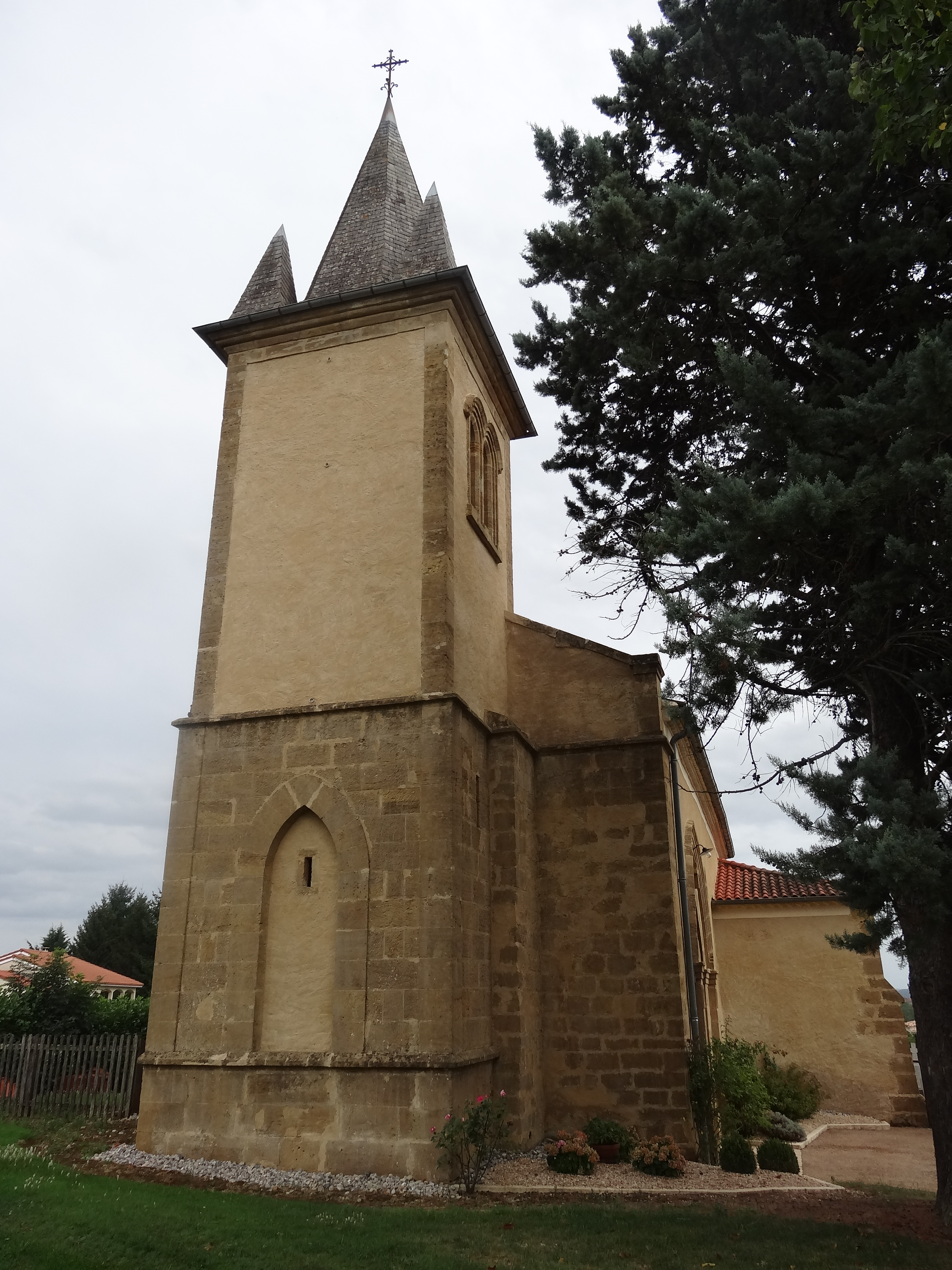
Clocher de l'église.
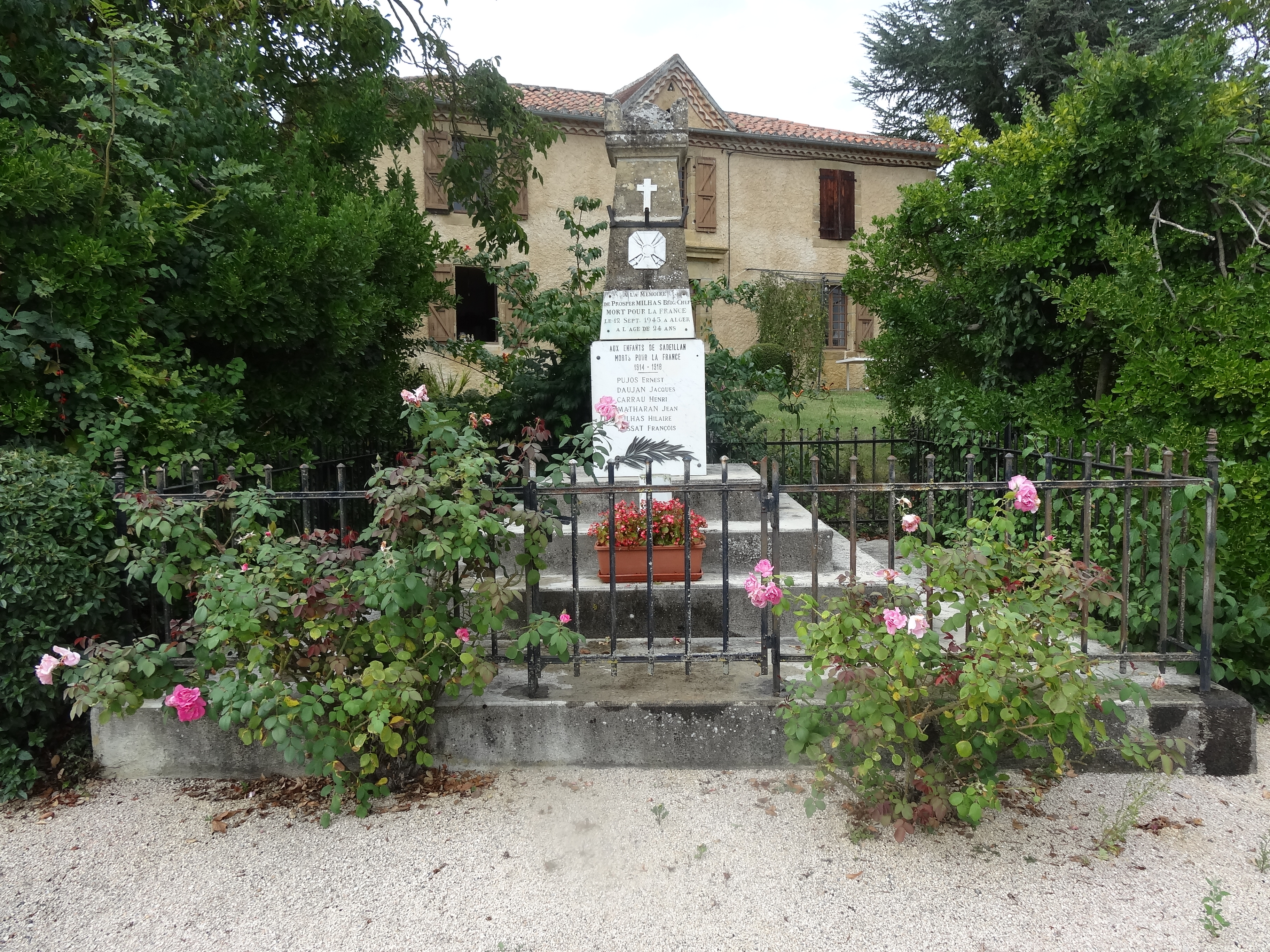
Le monument aux morts.
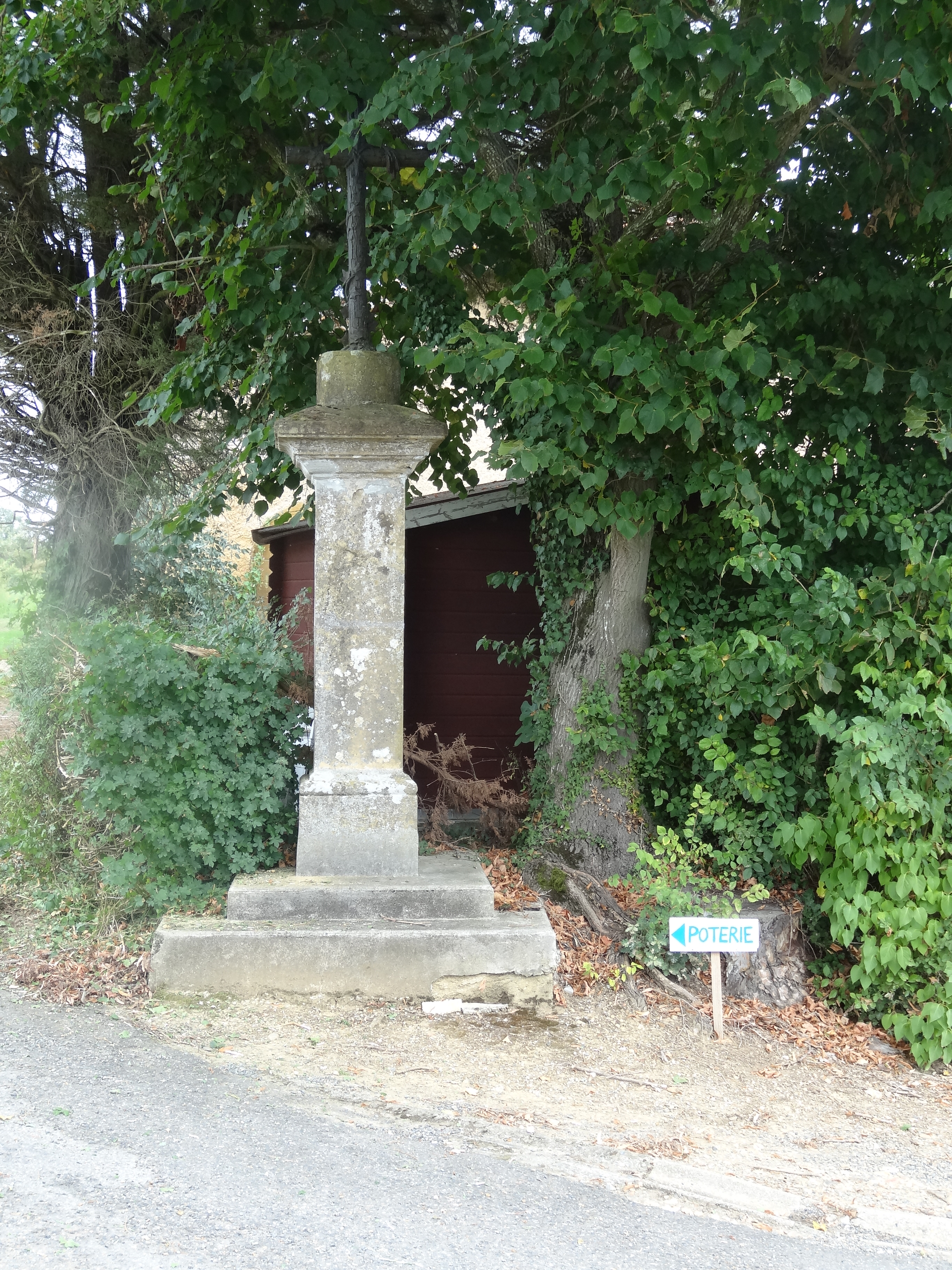
Croix.